# Parižlje
Parižlje – wieś w Słowenii, w gminie Braslovče. 1 stycznia 2017 liczyła 723 mieszkańców.